# Eupithecia pseudexheres
Eupithecia pseudexheres là một loài bướm đêm trong họ Geometridae.